# Eopsylla sojanense

Eopsylla sojanense (лат.) — ископаемый вид крылатых насекомых из семейства Archipsyllidae (Permopsocida). Пермский период (береговые обнажения у реки Сояна в 57 км к юго-западу от места ее впадения в реку Кулой; роудский ярус, слои Беломорской Ива-горы, возраст находки 268—272 млн лет) Россия, Архангельская область. Длина тела 5,5 мм. Длина переднего крыла 5,44 мм, ширина 1,6 мм. Вместе с видами Archipsyllodes speciosus Vishnyakova, 1976, Archipsyllopsis baissica Vishnyakova, 1976, Mydiognathus eviohlhoffae Yoshizawa and Leinhard 2016, Burmopsylla maculata Liang et al. 2016 и Psocorrhyncha burmitica Huang et al. 2016 образует семейство Archipsyllidae Handlirsch, 1906. Вид был впервые описан в 1962 году советским энтомологом Еленой Э. Беккер-Мигдисовой (1909—1989) под первоначальным названием Dichentomum sojanense Becker-Migdisova, 1962, а в 1976 году включен в род Eopsylla Vishnyakova, 1976 советским палеоэнтомологом Валентиной Н. Вишняковой (Палеонтологический институт РАН, Москва) по ископаемым отпечаткам. Таксон Archipsyllidae вместе с семействами Permopsocidae и Psocidiidae выделяют в близкий к вшам, сеноедам и трипсам ископаемый отряд Permopsocida Tillyard 1926 с сосущими ротовыми органами.